# A dama com o véu
Damen med slöjan, na tradução portuguesa A dama com o véu, é uma pintura realizada pelo artista sueco Alexander Roslin em 1768. 

Retrata a mulher do artista – Suzanne Roslin – coberta por um véu de seda, cuja textura e brilho são magistralmente realçados, completando a vivacidade e lustre da cútis e dos olhos.

Atualmente, está exposto no Museu Nacional de Belas-Artes da Suécia, em Estocolmo.